# St. Louis (Oklahoma)
St. Louis es un pueblo ubicado en el condado de Pottawatomie en el estado estadounidense de Oklahoma. En el año 2010 tenía una población de 	158 habitantes y una densidad poblacional de 6,5 personas por km².

## Geografía
St. Louis se encuentra ubicado en las coordenadas 35°4′47″N 96°52′14″O / 35.07972, -96.87056 (35.079752, -96.870612) . Según la Oficina del Censo de los Estados Unidos, St. Louis tiene una superficie total de 9,4 mi² (24,3 km²), de la cual 9,4 mi² (24,3 km²) corresponden a tierra firme y 0 mi² (0 km²) es agua.

## Demografía
Según la Oficina del Censo en 2000 los ingresos medios por hogar en la localidad eran de $27,857 y los ingresos medios por familia eran $30,625. Los hombres tenían unos ingresos medios de $23,438 frente a los $20,250 para las mujeres. La renta per cápita para la localidad era de $11,740. Alrededor del 26.4% de la población estaban por debajo del umbral de pobreza.